# 火守神社

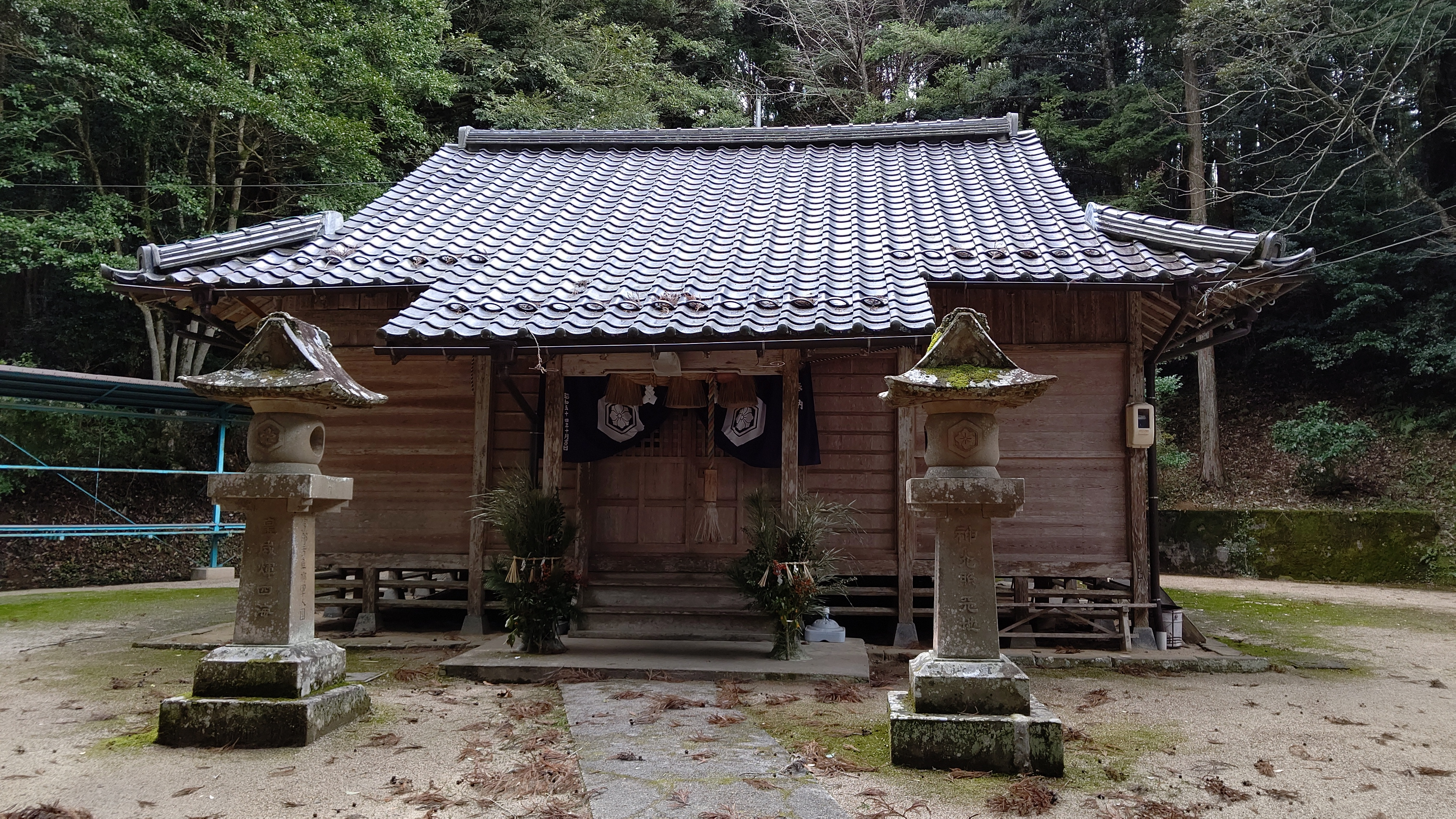
火守神社　本殿

火守神社（ほもりじんじゃ）は、島根県出雲市宇那手町にある神社。料理祖神である櫛八玉命を主祭神とする。

## 概要
斐伊川沿いの島根県道26号出雲三刀屋線を分岐した市道を少し走った先に鎮座し、周辺には田園などが広がる。創立年代は不詳だが、『出雲国風土記』に「火守社」（式外社）と記されており、これ以前より存在したということになる。宇那手村右谷の屋敷の下にある火鑚瀧の淵付近に「火鑚社」として鎮座していたと言い伝えられる。戦国時代には、領主の古志氏から篤く崇敬を受けていたという。神社に奉納される獅子舞（伊勢流十段）は1959年（昭和34年）に出雲市無形文化財に指定される。1973年（昭和48年）3月には、櫛八玉命の御分霊が岐阜県下呂温泉の飛騨高崎神社に料理の祖神として奉斎された。

## 祭神
主祭神
- 櫛八玉命
櫛八玉命は、『古事記』において、出雲国多芸志の小浜の大神殿（出雲大社）の膳夫となり館を建て、土器を作り、火を切り出し、天御饗を献上して使者を饗応し、交渉が円満に成立するように尽力したと記されるため、料理の祖神とされ、全国の調理・飲食・食品関係者からの参拝が多い。出雲大社の境外摂社である湊神社にも祀られている。

配祀神
- 伊邪那岐命・事解男命・速玉之男命 - 熊野神社の御祭神。明治以前は宇那手の氏神様。
- 応神天皇・息長足姫命・武内宿禰命 - 八幡宮の御祭神
- 木花咲耶姫命 - 朝間神社の御祭神
- 大歳神・御歳神・若歳神 - 大歳神社の御祭神。今も廻の人々により、旧暦2月7日に午前は祷家祭、午後は神社で例祭が斎行され崇敬されている。創立は昭和2年。
- 高龗神・闇龗神 - 料理に用いる水や、水源の雨を司る神様。

## 社殿
現在の社殿は、寛政7年（1795年）に創建されたものである。なお、火守神社に伝わる最古の棟札としては、天正3年（1576年）のものが伝わる。

## 境内社
秋葉社
- 御祭神 - 迦具土命

若宮
- 御祭神 - 建御雷命・布津主命（鹿島神宮と香取神宮の御祭神）

稲荷社
- 御祭神 - 宇迦之御魂神

御碕社
- 村内に邪神悪神の侵入を防ぐ先祓の神を祀る。

天満宮
- 御祭神 - 菅原道真命

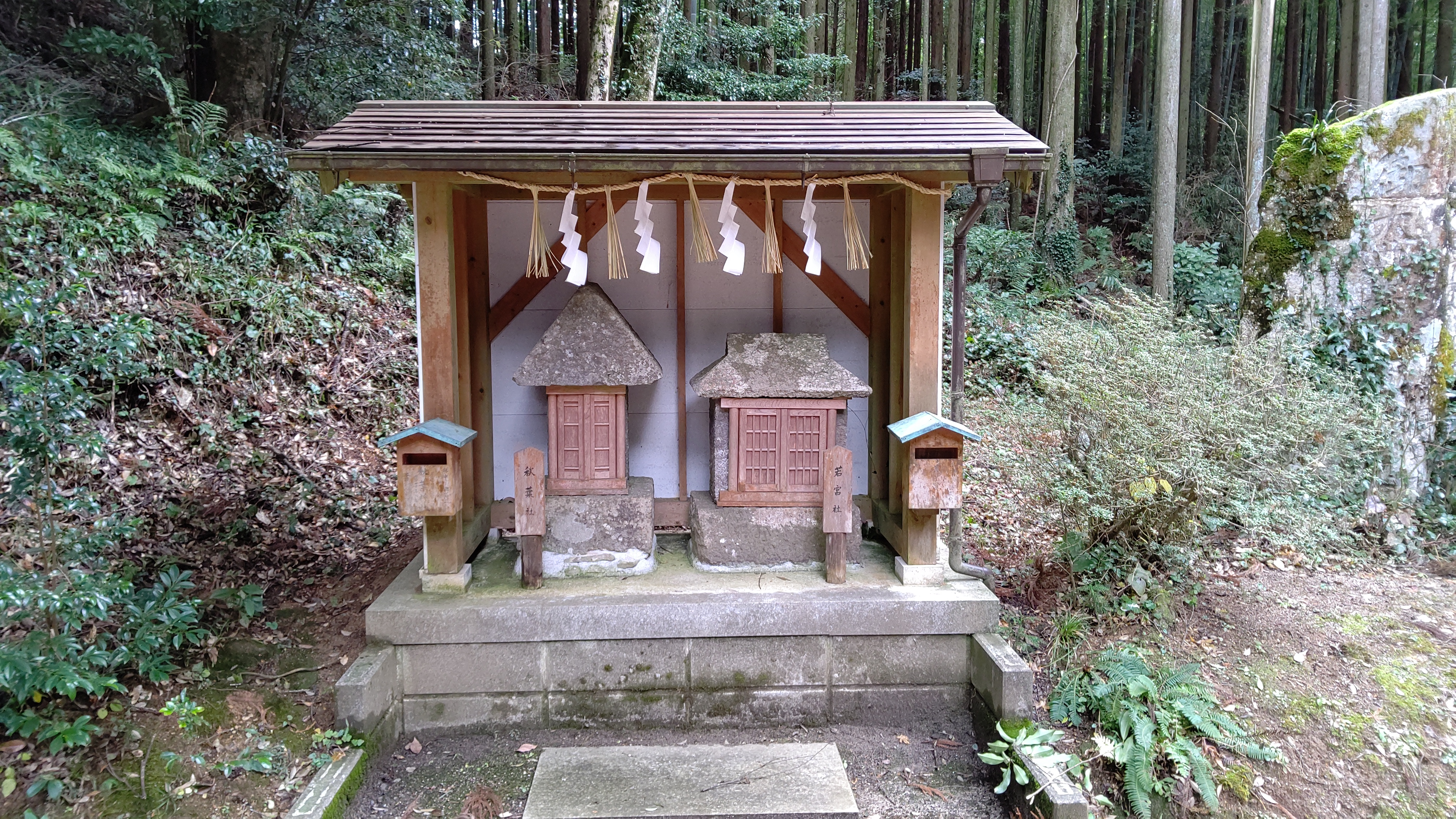
秋葉社 若宮
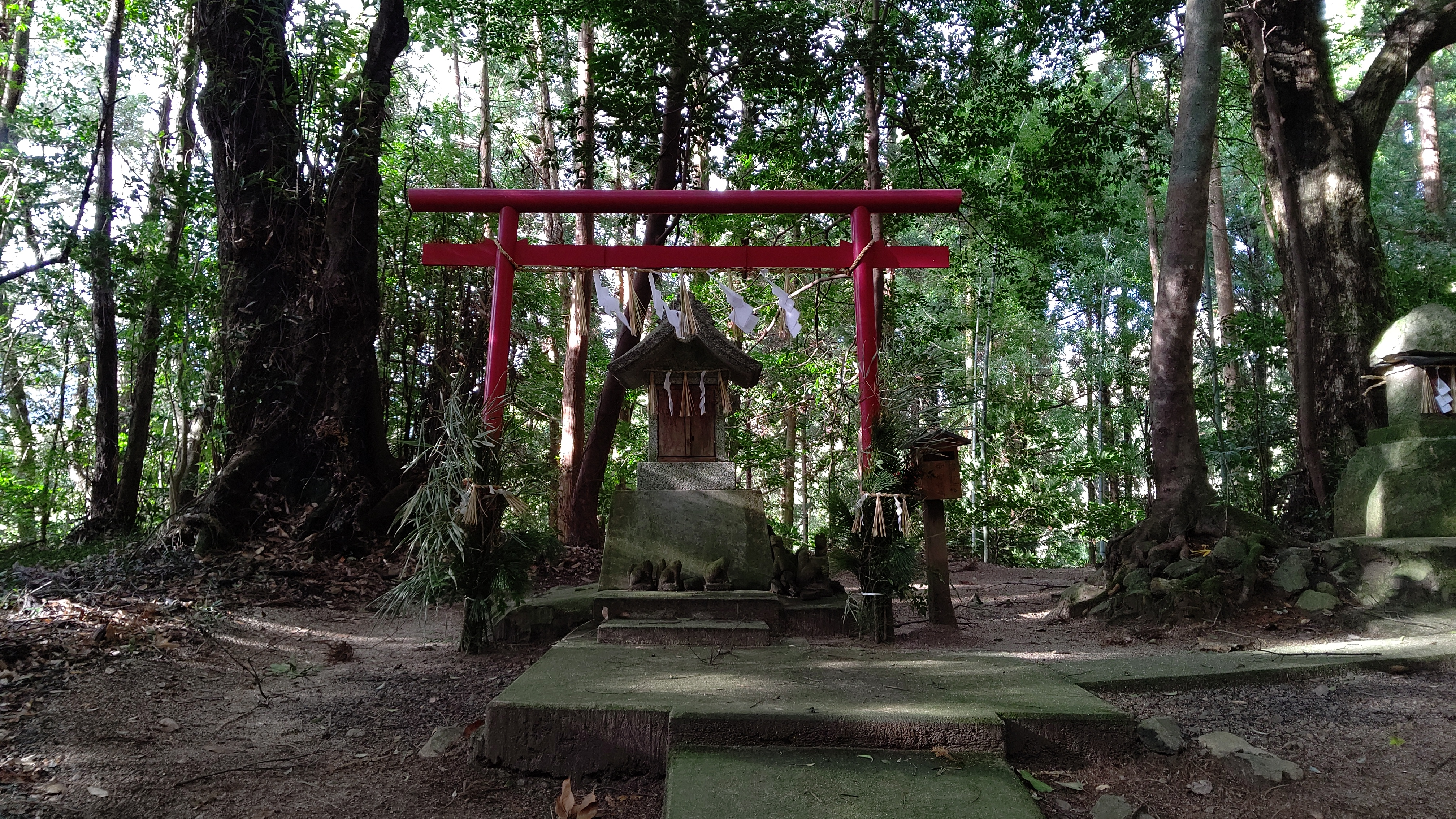
稲荷社
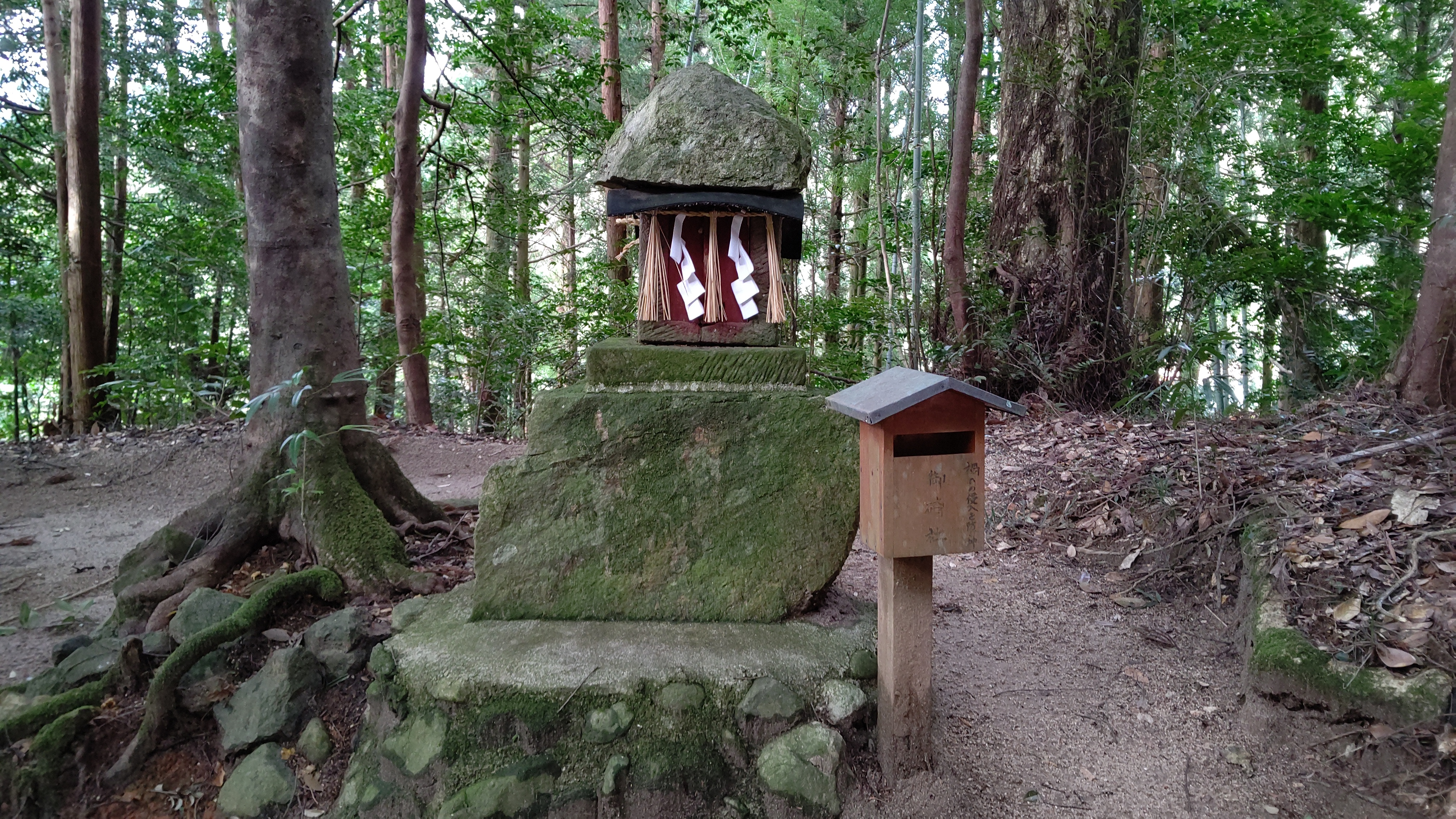
御碕社
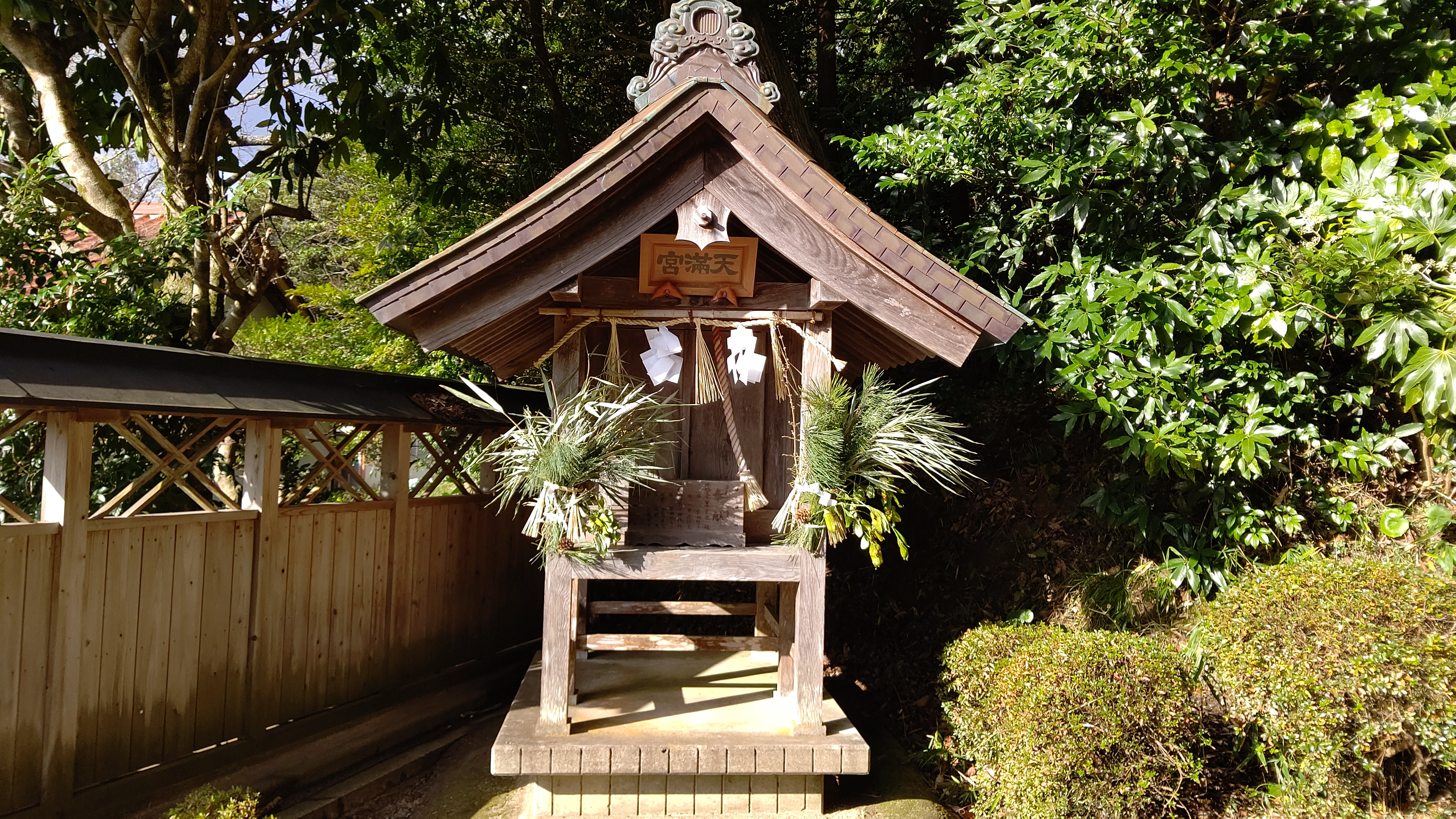
天満宮

## 包丁塚
料理などに使用した包丁を奉納し、御霊を鎮める包丁塚がある。

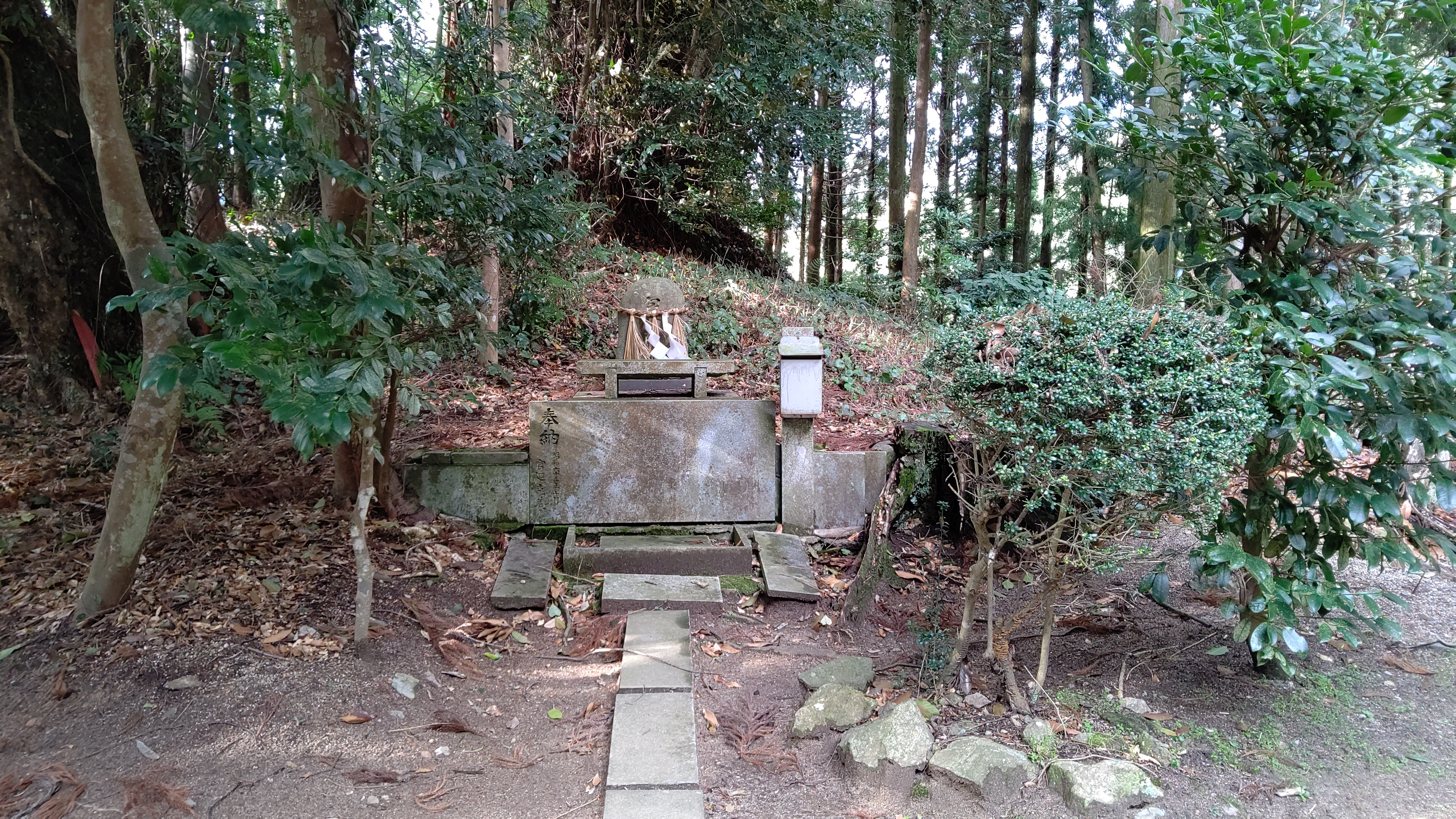
包丁塚

## 注脚
出典
1. ↑  火守神社略記より